# Clã Grierson
O Clã Grierson é um clã escocês da região das Terras Baixas, Escócia.
O atual chefe é Sarah Grierson de Lag.